# Arsen Alakhverdiev
Arsen Alakhverdiev   (Magaramkent, 24 de gener de 1949) és un lluitador rus, ja retirat, especialista en lluita lliure, que va competir sota bandera de la Unió Soviètica durant la dècada de 1970.
El 1972 va prendre part en els Jocs Olímpics d'Estiu de Munic, on guanyà la medalla de plata en la competició del pes mosca del programa lluita lliure.
En el seu palmarès també destaca una medalla de plata en el Campionat del Món de 1973, així com quatre medalles en el Campionat d'Europa, tres d'or i una de plata, entre el 1972 i 1976. El 1975 guanyà el campionat soviètic.